# 張敬則
张敬则（8世纪—807年），本名张昌，唐朝军事人物。
张敬则开始跟从刘玄佐。立以军功，官至凤翔节度使，赐名敬则。他常有收复河湟之志，派遣大将野诗良辅发精兵至陇西。致使吐蕃的驻军大为惊骇。元和二年（807年）六月去世。

## 延伸阅读
[在维基数据编辑]
 《舊唐書/卷144》，出自刘昫《舊唐書》